# Amplexo

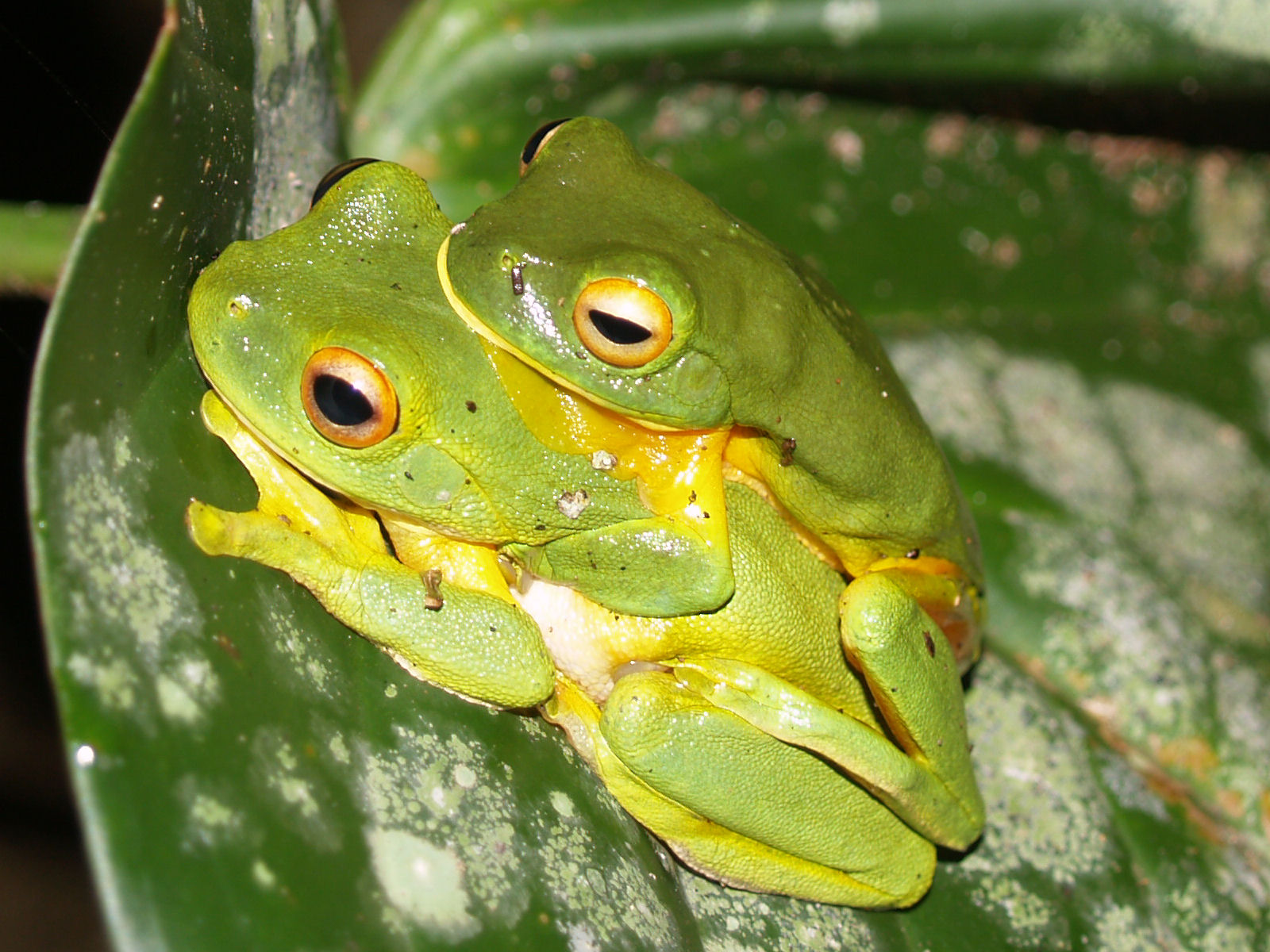
Amplexo em Litoria xanthomera

Amplexo é uma forma de pseudocópula no qual um anuro macho se coloca no dorso de uma fêmea, agarrando-a com as suas patas, enquanto esta faz a postura dos ovos. Nesta altura, o macho fertiliza os ovos com o fluido que contém os espermatozóides
Este comportamento tem normalmente lugar em água, mas em algumas espécies de anuros mais terrestres, como os da família Discoglossidae, ocorre em terra firme. Em anfíbios com características mais derivadas, como os das famílias Ranidae, Hylidae e Bufonidae, o amplexo é axilar, enquanto que em anfíbios menos derivados (Archaeobatrachia) e os da família Myobatrachidae, o amplexo é lombar. Na família Sooglossidae ocorre amplexo inguinal, no qual o macho agarra a fêmea pela cintura, anteriormente às patas traseiras. Em algumas espécies ocorre amplexo cefálico, onde a cabeça da fêmea é agarrada. Noutras espécies o amplexo é inexistente.

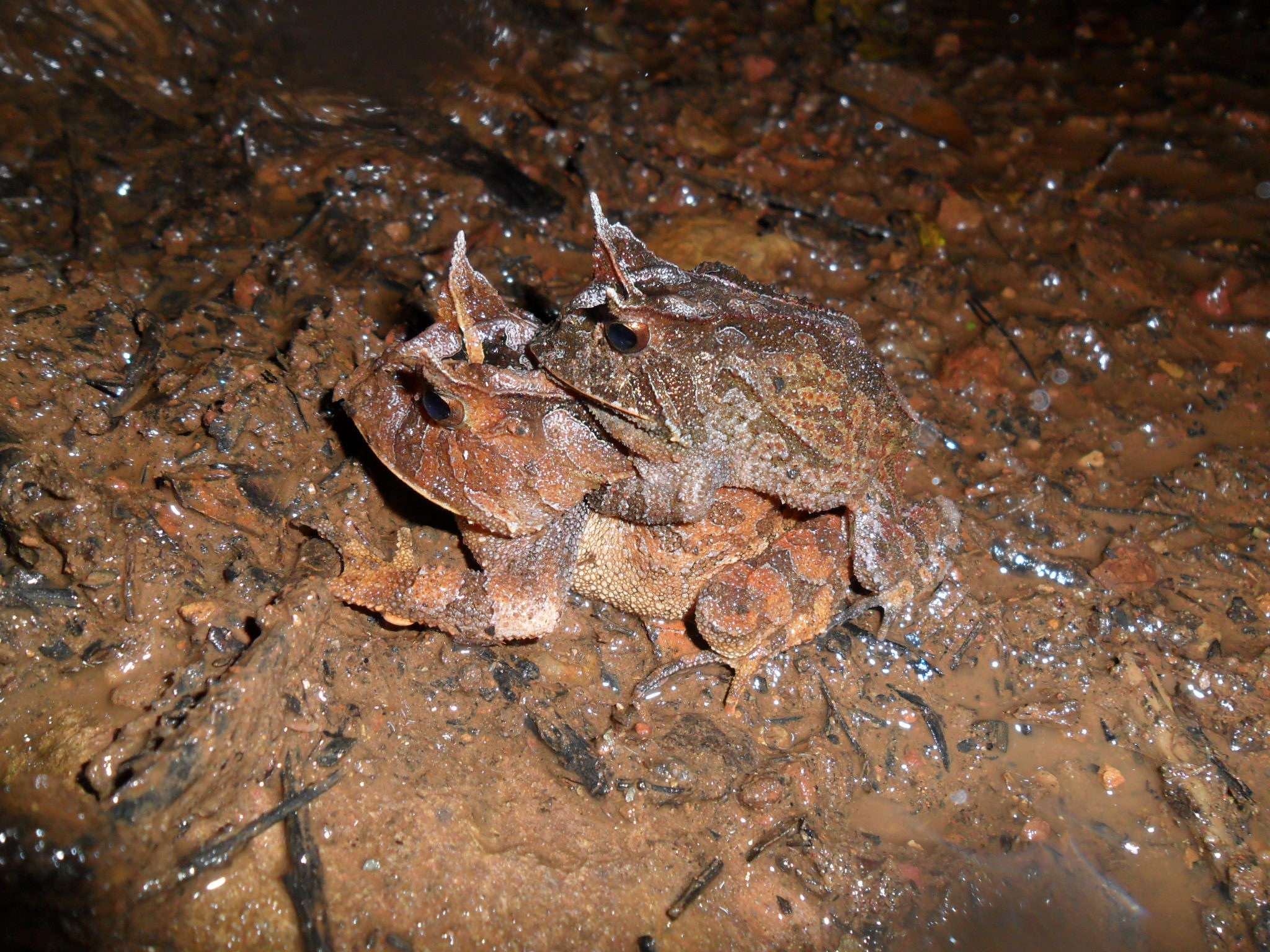
Amplexo em Proceratophrys boiei

Na maioria dos anuros, o macho deposita o esperma na altura em que os ovos sofrem postura, externamente. No entanto, os macho do género Ascaphus, possuem um órgão, único entre os anuros, capaz de fertilização interna. Este tipo de fertilização também ocorre em mais alguns géneros, incluindo Nectophrynoides, Mertensophryne e Eleutherodactylus.